# 金佛山双盖蕨
金佛山双盖蕨（学名：Diplazium jinfoshanicola）也称金佛山短肠蕨，为蹄盖蕨科双盖蕨属下的一个种。